# Jumilla (Weinbaugebiet)
Jumilla ist ein Weinbaugebiet mit Herkunftsbezeichnung (D.O. seit 1966) in der Region Murcia, dem südlichsten Teil der Levante in Spanien. Namensgebend ist die Stadt Jumilla. Die Gesamtrebfläche beträgt 22.500 ha. Das Klima ist stark kontinental; die Jahresniederschlagsmenge beträgt nur 300 mm und die Sommertemperaturen liegen häufig bei 40 °C. Traditionell wurden dort alkoholschwere, einfache Weine erzeugt. Der Wein wurde oft im Fass verkauft und diente anderen Regionen, den eigenen Weinen mehr Farbe und Alkohol zu verleihen. Ende der 1980er Jahre (also ca. 100 Jahre später als in Frankreich und Nordspanien) wurde das Gebiet verheerend von der Reblaus befallen. Dies zwang die Winzer zu Neuanpflanzungen und wurde generell genutzt, bessere Rebsorten zu pflanzen und den Qualitätsstandard zu heben. Jumilla ist die Heimat der Sorte Monastrell, der auch noch heute über 75 % der Rebfläche beherrscht.
Obwohl der Exportanteil von einfachen Weinen aus Jumilla schon hoch ist, scheint es sich erst jetzt in Spanien herumzusprechen, dass aus diesem Gebiet auch qualitativ hochwertige Weine mit gutem Preis-Leistungs-Verhältnis entstehen.
Bekannte Erzeuger sind Julia Roch e Hijos, Bodegas 1890, Casa Castillo, Casa de la Ermita, Bodegas Agapito Rico, Induvasa, Finca Luzon, Madurada.
Infolge des Sinkens der Niederschlagswerte seit 2022 betrug die gefallene Regenmenge nur noch 130 mm im Jahr 2024. Dies führte zu einer verringerten Erntemenge von nur noch 46.107918 kg im Jahr 2024.